# Ribinszk
Ribinszk (oroszul Рыбинск) város Oroszországban, a Jaroszlavli terület második legnépesebb városa.

## Fekvés
A város 280 km-re fekszik Moszkvától északra, a Volga partján és a Ribinszki-víztározótól néhány kilométerre és a Sekszna torkolatánál.

## Története
Ribinszk az egyik legrégebbi szláv város a Volga folyó mentén, melynek első említése 1071-ből való, Uszty-Sekszna (Усть-Шексна) néven. Ebben az időszakban a település a kereskedelem regionális központja volt. A 13. században a település elpusztították a mongolok. Egy 1504-ből való dokumentumban Ribnaja Szloboda (Ры́бная Слобода́) néven azonosították, melynek jelentése halászfalu. A 17. században a város elég gazdag volt ahhoz, hogy templomokat építtessen, ebből viszont mára csak egy maradt fent.

## A város neve
Ribinszket 1946 és 1957 között Scserbakovra (Щербаков) nevezték, Alekszandr Scserbakov, volt szovjet politikus után. Majd 1984–1989 között az Andropov (Андропов) nevet viselte, Jurij Andropov után. Előtte, a köztes időben és a mai napig is a Ribinszk nevet viseli a város.

## Gazdaság
A város legfontosabb vállalata a NPO Szaturn, ahol repülőgép-hajtóműveket gyártanak. Továbbá a Vimpel Hajógyár és a város közvetlen közelében található vízerőmű. A város közvetlen veszélynek van kitéve, ugyanis a szakértők szerint bármikor átszakadhat a Ribinszki-víztározót tartó gát, amely elöntené az egész várost. A városban található busz- és trolibusz-közlekedés is. A várost a Sztaroszelje repülőtér (oroszul: Аэропорт Староселье) szolgálja ki.

## Híres szülöttek
- Genrih Grigorjevics Jagoda (1891–1938), a Szovjetunió belügyi népbiztosa
- Viktor Iljics Bojarszkij (1950–), orosz sarkkutató
- Alekszej Nyikolajevics Ovcsinyin (1971–), orosz űrhajós
- Makszim Alekszejevics Suvalov (1993–2011), orosz jégkorongozó